# 프리드리히 니체
프리드리히 빌헬름 니체(독일어: Friedrich Wilhelm Nietzsche, 1844년 10월 15일 ~ 1900년 8월 25일)는 독일의 철학자이자 작가이다. 서구의 전통을 깨고 새로운 가치를 세우고자 했기 때문에 '망치를 든 철학자'라는 별명이 있다. 그는 기독교 도덕과 합리주의의 기원을 밝히려는 작업에 매진하였고, 이성적인 것들은 실제로는 비이성과 광기로부터 기원했다고 주장했다. 그는 《안티크리스트》에서 유대인들이 그들의 망상으로 도덕이나 종교, 문화, 역사 등을 복구가 불가능할 정도로 왜곡했다고 말했다. 이는 유대인 혐오의 근거가 되기도 했는데, 니체에 의하면 유대인은 세계의 외면은 물론 내면도 포함해 모든 것을 사기날조로 전복하는 운명적 민족이자 노예 혹은 약자로서 중요성이 있으며 귀족 같은 정신을 가진 고귀한 자들의 진정한 적이다. 그러나 니체는 강자의 입장을 찬양하면서도 때때로 약자의 도덕 등을 칭송하기도 해서 모순도 있다. 관념론과 기독교는, 세계를 두 개로 구분짓는다. 이를테면 기독교는 이승 이외에도 하늘나라가 있다고 가르친다. 또한 플라톤은 세계를 현상계와 이데아계로 이분한다. 니체는 이러한 구분에 반대하며 '대지에서의 삶을 사랑할 것'을 주창하였다. 또한 현실에서의 삶을 비방하는 자들을 가리켜 퇴락한 인간이라 부르며 비판하였다. 이렇듯, '영원한 세계'나 '절대적 가치'를 인정하지 않는다는 점에서 니체는 관념론적 형이상학에 반대한다. 니체는 기독교 신자들이 예수의 가르침과 달리, 안 믿으면 지옥 간다는 멸망적 교리만을 전했다며 기독교를 비판했다
니체는 전체주의, 국수주의, 국가주의, 반유대주의 등을 비판했다. 그러나 그의 사상이 파시스트들에게 왜곡되기도 했다. 진리의 가치를 묻는 그의 질문은 해석상의 문제를 제기했다.

## 생애

### 출생과 학업 (1844 – 1868)

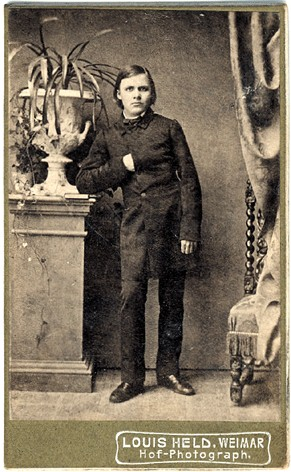
니체 1861년 모습

#### 출생
니체는 1844년 10월 15일 예전 프로이센(독일) 작센 지방 작은 마을인 뢰켄(Röcken)에서 루터교 목사 아들로 태어났다. 그 이름은 프러시아 왕인 프리드리히 빌헬름 4세에게서 가져왔으며, 빌헬름 4세는 니체가 태어나던 날 49세를 넘었었다(니체는 훗날 그 이름에서 가운데에 있던 "빌헬름"을 빼 버렸다.) 니체 아버지인 카를 빌헬름 루트비히 니체(1813-1849)는 루터교회 목사이자 전직 교사였고, 프란치스카 욀러(1826~1897)와 1843년에 결혼하였다. 그 여동생인 엘리자베스 니체는 1846년에 태어났고, 뒤를 이어 남동생인 루드비히 요셉이 1848년에 태어났다. 니체 아버지는 뇌 질환으로 1849년에 세상을 떠났다. 어린 남동생은 1850년에 죽었다. 그 후 가족은 나움부르크로 이사를 갔고, 그곳에서 니체 할머니와 어머니 프란치스카, 아버지의 결혼하지 않은 두 자매, 두 하녀와 함께 살며 어린시절을 보냈다. 니체 할머니가 1856년에 세상을 하직하자, 가족은 그들 집으로 이사했다.

#### 학교
1851년 니체는 소년학교에 출석했고 그 다음에는 그가 구스타브 크루크와 빌헬름 핀터와 친구가 되었던 곳인 사립학교에 다녔다. 두 친구는 모두 명망있는 가문 출신이었다. 1854년 그는 나움부르크에 있는 돔 김나지움에 다니기 시작했으나, 그의 특출한 재능은 음악과 언어에서 발휘되기 시작했다. 그 후 국제적으로 유명한 슐포르타에 동료들처럼 입학했으며, 그곳에서 그는 그의 학업을 1858년부터 1864년까지 계속했다. 그는 파울 도이쎈, 칼 폰 게르도르프와 친구가 되었다. 또한 그는 시를 짓고 음악을 작곡하는 데 시간을 들였다. 슐포르타에서 니체는 특히 고대 그리스와 로마에 대해 배웠다. 그 동안에 그는 살면서 처음으로, 조그만 시골 마을의 기독교적인 환경에서 이루어지는 가족의 삶으로부터 거리를 둘 수 있었다.
1864년 졸업을 한 후에 니체는 신학과 고대 철학을 본 대학에서 공부하기 시작했다. 짧은 기간 동안, 그는 도이쎈과 함께 대학생 학우회(Burschenschaft Frankonia)의 구성원이 되었다. 한 학기 후에 어머니의 분노에도 불구하고 그는 신학 공부를 중단했고, 신앙도 상실하였다. 그것은 아마도 1835~1836년에 다비드 슈트라우스가 쓴 《예수의 생애》(Das Leben Jesus)란 책에서 그가 담당한 부분을 읽어나가던 중에, 책의 내용이 젊은 니체에게 깊은 영향을 주었기 때문일 것이다.

#### 철학공부와 군복무
1865년에 니체는 쇼펜하우어의 글들을 알게 되었고, 그는 1866년 프리드리히 알베르트 랑게의 책, 《유물론의 역사와 그 현재적 의미에 대한 비판》(Geschichte des Materialismus und Kritik seiner Bedeutung in der Gegenwart)을 읽었다. 그는 두 사람의 저서 모두와 자극적인 만남을 가질 수 있었다. 그들의 저서는 니체가 그의 지평을, 철학을 넘어서는 영역까지 확장하도록 격려했으며, 그의 학업을 지속하게 하는 자극제가 되었다. 1867년 니체는 군에 자원하여, 1867년 10월 군에 입대하였다. 그는 철학과 군복무에 대해 고민하고 있던 도중, 한 꿈을 꾸게 된다. 내용은 어떤 시집을 읽었다는 것인데, 프리드리히 니체는 그것을 기억해내 전쟁과 싸움을 잊고 학문에 매진하라는 뜻으로 받아들어 철학공부에 매진하게 된다. 그는 나움부르크에서 프로이센 포병으로 한 해 동안 복무하였다. 그러나 1868년 3월에 그는 말을 타다가 사고를 당해서, 가슴을 심하게 다쳐 후송되었으나 군복무를 지속할 수 없었다. 그는 군복무를 5년 이상 하였고, 높은 직위에도 올랐었다.

#### 라이프치히 대학
니체는 장기간의 병가를 받고, 다시 학업에 관심을 둘 수 있었다. 그는 프리드리히 빌헬름 리츨 교수 밑에서 철학을 공부하는 데 집중하였고, 1865년 10월 리츨을 따라 라이프치히 대학으로 옮겼다. 거기서 그는 에르빈 로데와 친구가 되었다. 이 무렵 니체의 첫 철학 저서의 출판이 곧 이루어지게 된다.

### 바젤 대학교에서의 교수 생활 (1869–1879)

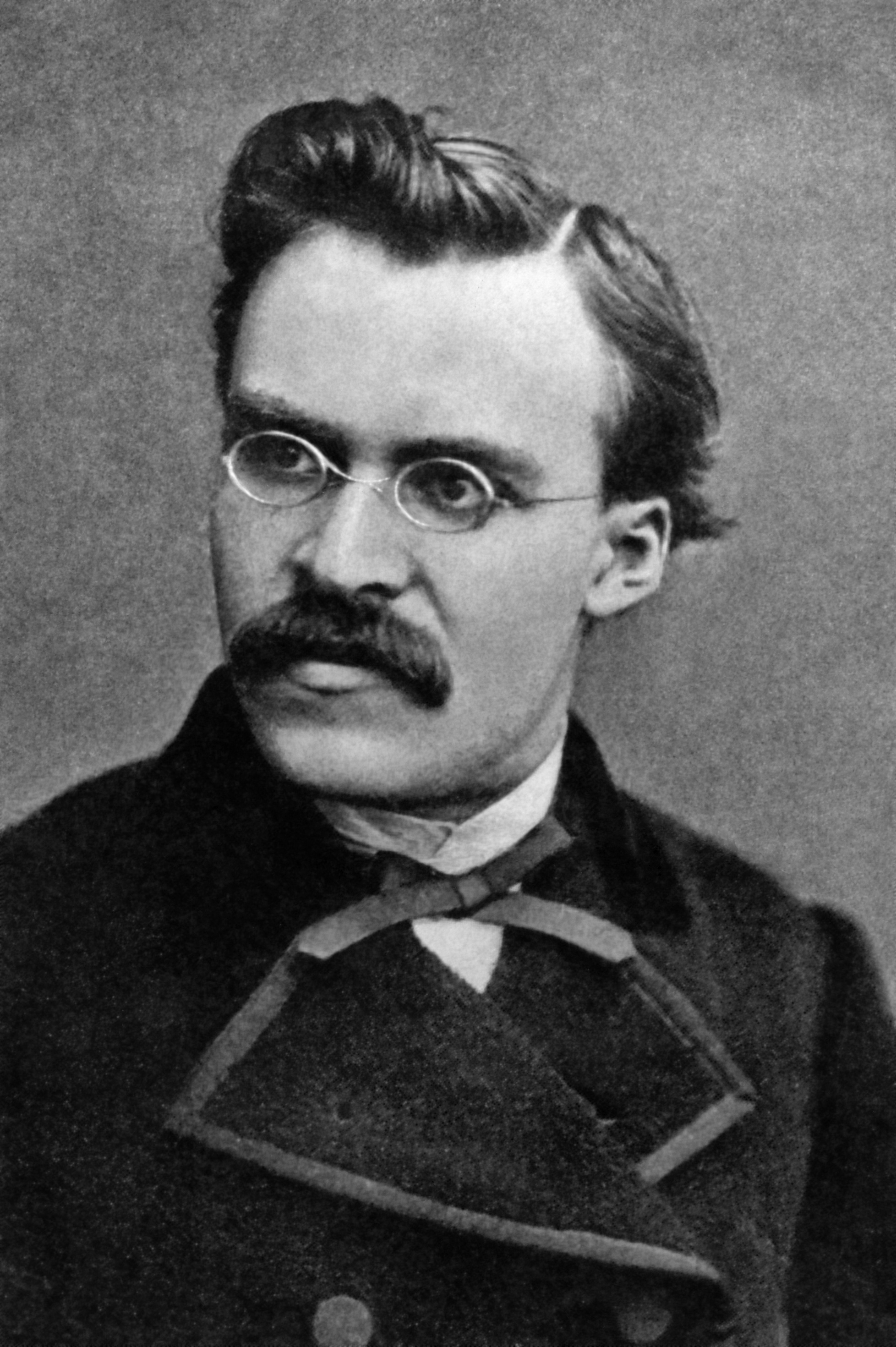
1869년 모습

#### 바젤대학교 고전문헌학 교수
24살에 리츨의 도움으로, 스위스 바젤 대학교의 고전문헌학 교수에 취임하였다. 바젤 대학교에 들어선 이후, 그는 프로이센의 국적을 포기했으며, 죽는 순간까지도 공식적인 시민권이 없었다고 하며, 다시 바젤 대학교로 돌아오면서 그는 독일제국의 성립과 비스마르크의 등장을 봤다.

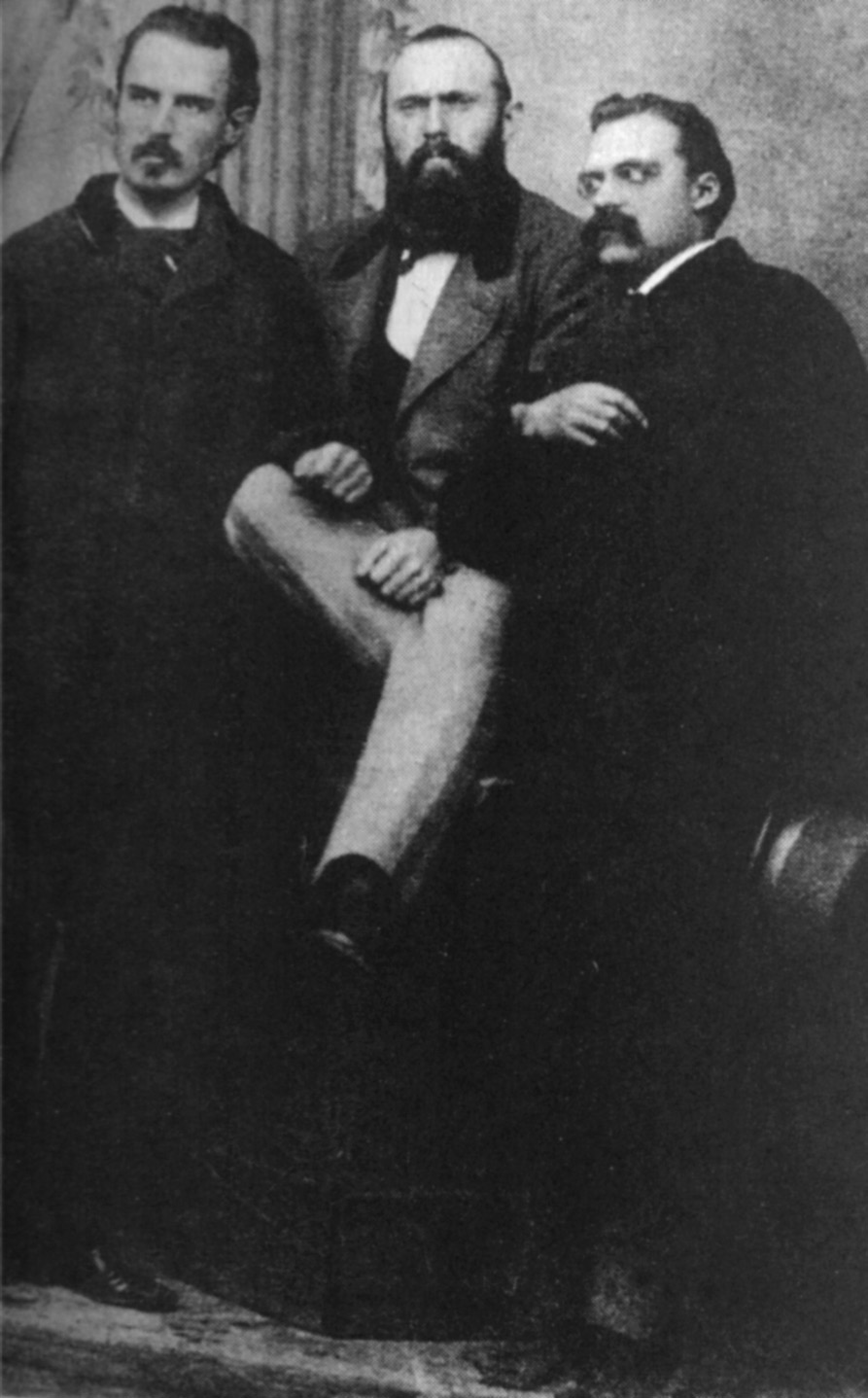
1871년 니체와 친구들-에르빈 로데, 칼 폰 게르도르프, 니체

#### 강연
그는 대학교에서 취임 강의로 “호메로스와 고전문헌학”(Homer und die klassische Philologie) 을 연설했다. 그는 신학과 교수인 프란츠 오버베크와 어울렸으며, 그와 평생동안 친구로 지냈다. 당시 러시아 철학자였던 아프리칸 스피르, 니체가 자주 강의를 들었던 동료 역사학자 야코프 부르크하르트 등도 니체에게 중요한 영향을 끼친 것으로 보인다. 한편으로 그는 여러 강연회에 연사로 다니며 강연활동을 하기도 했다.

#### 바그너와의 만남과 결별
니체는 이미 1868년부터 음악가 리하르트 바그너와 만나기 시작했었는데, 그의 부인과 그에게 매우 감탄하곤 했다. 또한 바젤에 있을 당시 바그너는 니체와 매우 긴밀한 관계에 있었으며, 바이로이트 축제 극장에 초대하기도 했다. 이후 바그너의 뛰어난 제자의 한사람으로도 인정받았지만, 바그너가 점차 기독교화되고 〈파르지팔 Parsifal〉에서처럼 기독교적인 도덕주의 모티브를 많이 이용하고, 국수주의와 반유대주의에 빠지자 그와 결별했다.

#### 박사학위
1869년 라이프치히 대학교에서 시험과 논문없이 출판된 저술들만으로 박사학위를 받았다. 니체는 1872년에 《비극의 탄생》을 썼다. 하지만 리츨과 같은 니체의 동료들은 이 책에 대해 별로 열정이 없었던 것으로 보인다.

#### 저술
1873년과 1876년 사이에는 《반시대적 고찰》을 썼는데, 총 4편으로 《다비드 슈트라우스, 고백자와 저술가》, 《삶에 대한 역사의 공과》, 《교육자로서의 쇼펜하우어》,《바이로이트의 리하르트 바그너》로 나뉜다. 네 편의 에세이는 쇼펜하우어와 바그너가 주장하는 대로, 독일 문화의 발전 노선에 도전하는 문화 비평의 방향을 공유하고 있다. 1873년이 시작할 무렵, 니체는 또한 고대 그리스 비극에 나타난 철학 같이 사후에 출간된 기록을 점차로 모으고 있었다. 이 시기 동안 바그너와 그의 동료들 사이에서, 니체는 말비다 폰 메이센부르크와 한스 폰 뷔로우를 만났고, 1876년에 그에게 영향을 주어 그의 초기 저작해소시킨, 파울 리와 우정을 나누었다. 그러나 그는 1876년에 바이로이트 축제에서 진부한 공연과 대중의 천박함에 혐오감을 느끼고 실망했기 때문에, 결국에는 바그너와 거리를 두게 되었다.
1878년 니체는 그 특유의 경구가 가득한 《인간적인, 너무나 인간적인》을 출판하였다. 또한 니체는 쇼펜하우어와 바그너의 철학에서 이탈하기 시작했다. 또한 이즈음에 혼인을 하려 애쓰기도 했다. 1879년, 건강이 더욱 악화되면서 니체는 바젤 대학교의 교수직을 사임했다. 사실 그는 어릴 적부터 병치레가 잦았는데, 가끔 두통이나 복통을 겪기도 했다. 1868년에 낙마사고와, 1870년에 걸린 병 때문에 니체의 건강이 더욱 악화된 것으로 보이며, 실제 바젤 대학교에서 휴가를 많이 갖기도 했다.

#### 퇴직
1879년 이후 건강상의 악화와 자유로운 철학의 정립을 위해 35세에 바젤대학교를 퇴직하고,조용히 산 속으로 들어가 요양과 집필에 전념했다.

### 독립 철학자 생활 (1879–1888)과 죽음
35세에 바젤 대학교에서 퇴직한 이후 그는 강연도 그만두고, 병든 몸이 적응할 수 있는 곳을 찾아 유럽 각지를 돌아다니면서 집필생활에 몰두하였다. 1881년, 프랑스가 튀니지를 점령했을 때, 튀니지로 여행하기로 마음먹는다. 하지만 이내 그 계획을 접고 만다.(건강에 대한 문제로 여행을 취소한 것으로 보인다.) 1889년 1월 이탈리아 토리노에서 졸도한 후 정신병원에 입원하여 생애의 마지막 10년을 보냈다. 니체는 정신병 발작을 일으킨 후 완전히 정신 상실자가 되었고, 이때부터 어머니와 함께 예나에서 거주했다. 어머니가 죽자 누이동생 엘리자베트가 니체를 바이마르로 옮겼고, 니체는 1900년 8월 25일 바이마르에서 죽었다. 니체가 죽자 엘리자베트는 고향 뢰켄의 아버지 묘 옆에 니체를 안장했다.

### 니체 정신병의 원인
니체는 말년에 정신적인 붕괴를 겪고 10년 동안 제정신을 회복하지 못한 채 살다가 죽었다. 그의 정신 착란이 매독 때문이라는 이야기가 있지만 이는 뜬소문에 불과하다. 니체가 매독에 걸렸다는 설을 반박하는 문서들은 다음과 같다.
- 《니체의 정신병: 세기의 오진인가?》 - 저자; 정신 분석학자 Eva Cybulska
- 《니체가 매독에 걸렸다는 도시전설》- 저자; 신경과학자 Richard SchainGreenwood , Greenwood Press 2001 (Contributions in Medical Studies, vol. 46)
- 《니체가 치매에 걸린 원인은 무엇인가?》 - 저자; 임상 심리학자 Leonard Sax
- 텔레그래프지의 2003년 기사에 따르면 니체 정신착란의 원인은 악성 뇌종양 때문이다.

## 사상

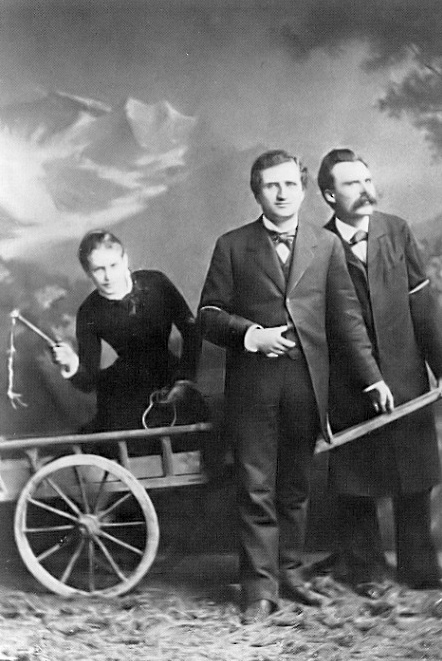
프리드리히 니체 (맨 오른쪽) 맨 왼쪽의 여자는 살로메

### 퇴폐성 비판
그는 기존의 도덕적 세계관이 삶을 옥죄고 있다고 인식했다.
모든 시대의 현자들은 삶에 대해 같은 결론을 내렸다: 삶이란 의미없는 것이라고 말이다.— 《우상의 황혼》

Weder Manu, noch Plato, noch Confucius, noch die jüdischen und christlichen Lehrer haben je an ihrem Recht zur Lüge gezweifelt.

마누, 플라톤, 공자, 유대교 교사들과 기독교 교사들. 이들은 거짓을 지껄이면서도 그것이 자신의 권리임을 믿어 의심치 않았다.— 《우상의 황혼》

그에 기독교와 불교를 포함한 종래의 도덕적 사상들을 데카당(퇴폐적인 것)이라 칭하며 비판한다.

플라톤 연구자이기도 한 니체는, 기독교에 대해 다음과 같은 평가를 내린다.
denn Christenthum ist Platonismus für’s „Volk“

"기독교는 대중을 위한 플라톤 사상에 불과하다."— 《선악의 저편》서문.

### 일원론 (생기 존재론)
권력의지를 중심으로 하는 니체의 일원론은 근대 철학의 이원론과 배치되며 주체와 대상으로 구분되는 데카르트의 이원론에서 탈피하였다.  니체는 진리라는 것은 없으며 단지 진리를 추구하는 힘만이 있다고 하였다.  그는 이상 세계는 허구이며 오직 현상 세계만이 존재하고, 결과가 없이 언제나 과정으로만 남아 있다고 한다.  그는 이성의 철학이 아닌 반이성의 철학, 실체의 철학이 아닌 관계의 철학, 정적인 철학이 아닌 동적인 철학, 계몽의 철학이 아닌 허무의 철학을 주장하였다. 

### 신은 죽었다.
신의 죽음이란, 인간이 만들어낸 최고가치의 상실을 의미한다. '신의 죽음'이란, 종교 혹은 이상주의 등의 신앙이 상실된 상태를 가리키는 표현이다. 달리말해, "신의 죽음이란 허무주의의 도래를 가리키는 표현이다". 최고가치의 상실과 허무주의의 출현은 다음과 같은 질문을 낳는다. "삶의 최고가치가 상실된 상태에서 개인은 어떻게 살아야 할 것인가?"
《안티크리스트》에서, 니체는 기독교와 불교를 비판적으로 검토한다. 그 책에서 니체는 일견 불교에 대해 호평을 내리지만 이내 기독교와 불교 양자를 퇴폐적인(데카당트) 종교로 규정짓는다. 그에 따르면 기독교는 도덕에서의 노예반란이며, 불교는 삶에 지친 노인들을 위한 종교이다.
《선악의 저편》에서, 니체는 자신을 '철학자 디오니소스의 제자'로 소개한다.
나는 디오니소스 신의 마지막 제자이자 정통한 자이다 : 나는 기어이 한 번쯤 내 친구인 그대들에게, 나에게 허락하는 한, 이 철학을 조금은 맛보게 하는 일을 시작해도 좋을 것이 아닌가?— 《선악의 저편》 295

여기서 니체는 '디오니소스'를 '그리스 비극'에 대한 상징으로 활용하고 있다. 진화론에 대한 자신의 해석 탓인지, 니체는 '성장'이라는 개념을 좋아했는데, 이는 그리스 비극 정신에 대한 그의 이해에서도 드러난다. 니체에게서 그리스 비극 정신이란, 니힐리즘을 근본으로 하는 고통을 힘의지로 승화시키는 태도이다.
"나를 이해했는가? 디오니소스 vs 십자가에 매달린 자."— 《이 사람을 보라》 말미.

니체는 탈아의 도덕을 뛰어넘는 인간을 구상하고 있었다. 이를 위버멘쉬라 부를 수 있다. 위버멘쉬는 또한 종래의 안일한 인간을 뛰어넘은 인간유형이다. 이렇게 보면 위버멘쉬는 종래의 성(聖)과 속(俗)을 뛰어넘는 인간이다.

### 허무주의
니체는 《유고》에서 허무주의(Nihilismus)에 대해 다음과 같이 말한다.
허무주의: 목표가 결여되어 있으며 : '왜?'라는 물음에 대한 대답이 결여되어 있다.

허무주의는 무엇을 의미하는가? - 최고 가치들이 탈가치화하는 것.— 1887년 《유고》

허무주의는 병리적 중간 상태를 표현한다(병리적이란 전혀 아무런 의미도 없다고 결론짓는 끔찍한 일반화를 말한다)— 1887년 《유고》

니체가 말하는 허무주의는 두 가지로 구분된다.
- 능동적 허무주의 (Der active Nihilismus)
- 수동적 허무주의 (Der passive Nihilismus)

'수동적 허무주의'란 염세주의라고 생각하면 쉽다. 허무감에 사로잡힌 상태를 뜻한다. 달리말해, '허무하다', '무의미하다', '무가치하다' '없다(니힐하다)'는 느낌에 사로잡힌 상태를 의미한다. 이러한 상태의 인간은 결과적으로 인생의 의미를 잃고 향락주의나 물질주의에 빠져들게 될 공산이 크다.
외부에서 신으로부터 주어진 의미가 없기에 무의미하다는 것이다. 주어진 의미를 찾기에 수동적이다. 
다음으로, '능동적 허무주의'란 '없다는 느낌(=무의미하다는 느낌 = 무가치하다는 느낌 = 니힐하다 = 허무주의)'에서 더 나아가 외부로부터 주어진 의미를 찾기보다 스스로 의미를 창조해가려는 태도를 의미한다. 간단히 말해, (의미가) 없으면 만든다는 식이다.
짧게 말해, (유럽에서) 가치와 규범과 의미를 제공해주던 일체가 - 그걸 신이라고 불러도 좋고, 플라톤이나 소크라테스나 칸트라고 불러도 좋다 - 그 확실성을 잃게 되었기에 허무주의(무의미하다는 느낌)이 도래했다는 것인데, 이에 대해 반응하는 방식의 차이인 것이다.  

### 영원 회귀
"영원 회귀" 사상은 차라투스트라는 이렇게 말했다의 근본 사상이다. 이 사상은 1881년 실스마리아에서 니체를 압도적인 영감으로 덮친 사상이다. 이것은 도달 가능한 최고의 긍정 형식이다.
니체가 말하는 최고의 긍정은 디오니소스적 긍정이다. 술의 신이자 흔히 이교도적 어둠의 신이라 불리는 디오니소스는 이제 동시에 가장 정신적인 긍정의 신이 된다. 이러한 긍정은 소멸하고 사라지는 모든 것 즉 생성하는 모든 것을 긍정하는 것이다. 고정되고 영원불멸하는 것, 그리하여 인류 위에 신적으로 군림하는 모든 것 대신에 변하고 사멸하는 것을 긍정하는 것이다. 삶 외부에 있는 것들을 헛되게 상상하는 삶 대신에 헛되이 사라져가는 삶을 사는 것이다. 비방하는 자가 생각하지 못했고 알지 못했던 바로 이 삶 속에는 더욱 밑모를 삶이 살아 숨쉬고 있다. 삶을 최고의 축제로 승화시키고 자신에게서 벗어날 정도의 황홀한 긍정은 실은 삶의 가장 정신적이고도 반성적인 인류의 자기 성찰인 것이다. 인류가 지금까지 걸어온 길의 막다른 곳에 이르렀을 때야 말로 인류 자신의 진정한 길을 걸어갈 때이다. 디오니소스적임은 지금까지 진정으로 발견되지 못했고 심지어 철저히 은폐되고 금지되어 왔다. 금지된 것 그것은 바로 이 삶의 긍정이고 삶이란 곧 사멸하고 사라진다는 것이며 결코 영원치 않다는 것이지만, 지금껏 인류는 영원한 것만을 진리로 허용해왔다.
영원회귀, 니체의 이 사상은 다른 삶이나 비슷한 삶이 아니라 바로 지금 여기의 이 삶을 말한다. 이 반복에는 선택의 여지가 없으며 임의로 탈출하는 것도 불가능하다. 살아있는 이유는 바로 지금 여기이며 천국이나 지옥에 가려함이 아니다. 삶 자체의 영원한 풍요가 삶의 원인이자 목적이며 다른 온갖 설정들은 삶의 종국적 빈곤이다.
이 삶이 전부이고 다른 삶은 없다는 점에서 삶의 긍정이, 그림자가 가장 짧아지며 가장 높이가 있는 시간인 정오의 긍정이 시작된다. 정오의 긍정은 다시한번 다음의 정오를 위해서만 존재하며 자정을 거쳐야 한다. 삶의 가장 심연적인 곳으로 거침없이 몰락해야만 하는 길이 바로 정오의 길이다. 인류가 자기 스스로를 영원히 이렇게 정오로써 축복하려면 이러한 비극적 감행이 필연적이다. 이러한 길은 머뭇거리는 것도 그렇다고 뒤로 돌아가려는 것도, 돌아갈 그 길이 없기 때문에 안된다. 인류의 영원한 사실은 그 자신이 하나의 과정이요 다리라는 것, 결코 완전불결한 완성자가 아니라는 사실이다. 이 사실에 직면하여 스스로 정오의 길을 자각하려는 자는 곧 심연적 길을 가는 자가 된다. 이렇게 비극적 디오니소스적임은 곧 삶의 최고의 희망으로 가는 길이 된다.
이러한 삶을 사는 일상의 한 순간은 가장 큰 의미를 지닌다. 맘은 일상에서 나오고 일상은 주변의 환경에서 나오고 그러한 환경은 위대한 건강에서 선택되어 나와 다시 맘이 되기 때문이다. 있는 그대로의 실존이란 물자체가 아니라 맘이 만들어 내는 세계로서 일상적 삶이다. 자신의 일상을 무시하고 비방하면서 삶을 긍정한다고 하며 스스로를 그리 믿는 자 모두는 망상병자들이다. 자신이 신적이고 불멸적이라 하면서 자신 주변의 가까운 자 모두를 병신으로 만드는 자 모두는 파렴치한들이다. 이런 불멸과 자신의 아성에서 추방당해 온 자들, 스스로 아무것도 아니라고 생각하는 자들이야말로 건강한 자들이다. 위대한 건강이란 한갓 스쳐가는 사소한 일상에 있다. 결코 도달하지 못한다고 설해졌던 그 건강은 바로 지금 이렇게 멋지게 그리고 어디서나 도달가능한 것이다.
이제 이 사상이 말하는 영원적임 곧 순간적임에 대해 말할 차례다. 순간이 곧 영원이라는 사상은 삶의 희망으로 받아들여진 것이 아니라 귀신들림 같은 것으로 생각되었다. 정상적인 삶과 영속적인 삶과는 화합될 수 없는 죽음의 세계에 속한다는 것이다. 삶과 죽음은 분리되어 있으며 결코 하나가 될 수 없다. 하지만 삶의 현실엔 죽음이 있고 삶의 조건은 순간이며 이 모든 것은 분리불가분하다. 누구도 생을 누리는 한에선 죽음과 갈라설 수 없으며 죽음 이외의 생의 탈출구는 없다. 영원적임이라 느끼는 누구도 한갓 사멸하는 것이 조건인 순간적임을 느끼는 것이다. 영원이 되려고 그리 잡고 사는 모든 노력들은 실은 영원에서 가장 멀어지는 헛된 노력들을 하고 있는 것이다. 영원불멸하는 순간들을 누리려는 모든 노력들이 실은 삶을 가장 하찮고 쓸데없는 것으로 만드는 헛된 수고다. 자신만 이런 자신의 모습을 모를 뿐이지 주변 사람 모두는 이런 자신의 모습을 안다. 자신이 움켜쥔 욕심 자신의 욕망이 영원적이라고 하는 모습을 모두가 안다. 여기에는 순간도 없고 정오도 없으며 사멸하는 삶도 없다, 단지 자신만 있다. 영원히 반복하는 삶을 살고 싶다라는 자신의 독단만이 있다. 삶의 실천만이 영원으로 이끌어주며 실천이란 독단적이지 않고서 사멸하는 바로 이 순간에서 가능하다. 순간이란 영원적 삶이며 인류 모두는 이러한 순간만을 산다는 점에서 영원은 언제나 가능하다. 니체의 표현으로는 바로 지금 여기이며, 다른 것의 회귀가 아니라 동일한 것의 회귀이다.
삶에서 중요한 것은 몸이고 몸의 건강이며 이 몸의 건강은 귀신들림 같은 이교도적인 것, 개별적이고 순간적인 것들에 자신을 잊는 황홀한 망각에 있다. 더없이 삶을 가혹히 통찰하는 자는 삶의 온갖 개별적 자아나 이성을 총괄하여 삶을 더욱 깊이있게 조망할 사상을 가졌음이 틀림없다. 삶의 늙음 그리고 다시 어린아이가 될 인류의 미래 전체를 개별적 삶이 아니라 감히 인류 전체의 것으로 가혹히 사유함에 틀림없다.
물자체의 반대되는 말로서 삶자체는 있는 그대로의 실존이다. 더 할 것도 덜 할 것도 없이 이 삶 자체로 모든 것은 살아있는 이유가 된다. 이 삶 위에서 지금 살아가는 삶 이 자체만으로 즉 다른 외부의 삶 없이도, 이 삶은 최고로 살만한 것이다. 이러한 살아있음 자체의 하루하루가 꿈같은 삶이 되고 헛된 개별적 생 하나하나가 영원적 삶이 된다. 삶의 긍정이란 다른 어떤 것이 아니라 그저 살아있어서 이 삶을 소망한다는 것이다. 삶이 다른 것이 되어야 하고 자신도 다른 모습이 되어야 하는 것이 아니라 바로 이 삶 이 모습을 소망하는 것이다. 인간은 어떻게 자기 자신의 모습이 되는가에 대한 오랜 물음의 답은 바로 이것이다. 다른 방법으로는 자신이 되지 못한다, 그저 다른 자신이 될 뿐이다, 자신을 이 삶을 달리말해 삶자체를 완전한 것이 아니라 할 뿐이다. 자신의 생각과 다르다고 다른 사람을 비방하는 것은 세상이 지금과는 달라져야 한다는 것이다. 모든 일상에서 자신과 조금이라도 달라서는 안되고 자신 생각대로만 세상이 되어야 한다는 것은 삶에 대한 극도의 부정이다. 삶의 다양성과 우연성 그저 살아가는 모든 이유에 그저 이유없이 눈을 돌리려는 삶의 부정이다. 자신이 한발짝만 뒤로 가면 내달릴 수 있는 길을 뒤로 가려 하지 않는다. 뒤로 물리는 그 걸음이 자신을 살릴 수 있는 걸음이라는 것을 모른다. 단지 아는 것이란 자신의 삶을 살아야 한다는 것이지만 그것이야말로 확실히 죽는 길이라는 것은 모른다. 조금만 맘의 여유가 있다면 양보할 것이고 맘이 풍요롭다면 배풀 것이고 자신의 관점만을 잡진 않을 것이다. 가장 오래 사는 자는 왜 빨리 안 죽느냐 말하고 가장 돈이 많은 자는 이젠 진정으로 돈 쓸 곳이 없다라고 말하고 가장 부유한 자는 자신에 반대하여 당신이 옳다라고 말한다. 모든 개별적 삶에 대해 그러한 이유와 그러한 생이 있다고 말하며, 그것이 삶자체의 긍정이라 할 것이다. 다른 사람의 행위나 관점을 긍정하는 것이 죽지 않고 진정 삶을 살아가는 것이 된다. 영원에 이르는 길은 자신이 그토록 인정하기 싫었던 것들을 인정하는 길이 된다.
가장 화창한 날은 흘러갔던 많은 날들을 뒤에 두고 있다. 인류 역시 많은 시도와 실패를 그 뒤에 두고 있다. 많은 사라진 삶들이 또다시 이 삶의 요행들을 만들어낸다. 물은 흐르고 산은 반복되어 있고 삶은 끝나지 않고서 흐르며 반복된다. 미세먼지에 불과한 작은 떨림이 떠오르는 아침의 태양과 불멸의 운행을 만든다. 세상의 운행과 세상의 운명을 만드는 길에는 온갖 우연적인 일들과 카오스가 있다. 눈에 보이지도 않을 작은 하루를 살고 하찮아 보이는 일을 하는 삶의 하루가 없다면 지금의 세상 전체도 없다. 영원히 되돌아 온다는 것이 이 세상을 의미하는 한, 미세먼지에 불과한 이 순간도 최상의 순간이라는 말이 된다. 전체 속의 모든 것은 그것이 잘못된 것이든 잘된 것이든 하등 상관없이 이 하나의 사상으로 엮이며 하나로서 무구한 것이 된다.
모든 것을 가졌다고 행복해지지 않으며 자신의 자아를 잡고 있다고 행복해지지 않는다. 행복은 행복하다고 하는 자에게 찾아오지 온갖 이름으로 대신 불리우는 행복을 찾는 자에겐 오지 않는다. 아무리 오랜 시간이 지나도 컵에 물이 반밖에 없다는 자는 컵에 물이 반이나 있네 하는 자가, 일말의 요행으로라도 되지 않는다.
삶의 긍정과 부정의 사소한 간극은 실로 엄청난 것이다. 작은 실천이 삶을 만들며 삶은 이대로 영원적 실존이 되기 때문이다. 삶에는 확고한 형식의 진리와 진실만이 있기 때문이 아니라 진리는 오류에 가상에 기반하고 있기 때문이다. 정오는 다음날로 향하고 영원은 순간적인 것이며 정상적임 자체가 인간만의 너무나 인간적인 오류에 조건지어 진다. 인류 삶의 가장 거대한 승리는 한갓 꿈같은 허상으로 조건지어진 것이다. 한갓 동물적 교미에 불과한 성교야말로 생의 조건이다. 한갓 미친 미신에 불과하다고 한갓 정신병적 귀신들림에 불과하다고 여겨진 삶들이야말로 진정한 생의 조건이다. 끝까지 놓칠 수 없는 자신 최후의 자아를 삶 앞에서 모든 것 앞에서 버리는 것이야말로 지혜로운 삶이다. 왜냐하면 삶은 허상밖에 없으며 바로 여기서 지혜가 필요하며, 삶은 허상적인 이 삶이 곧 전부이기 때문이다.
진정한 인간이 되고 진정한 삶에의 길을 간다는 말 속에는 지금껏 믿어왔던 길과의 단호한 단절이 있다. 삶의 열락에 이르는 길을 더이상 찿지 못했을 때 비로소 발견하게 되는 길이 기존 인간성 전체를 파괴하는 길이다. 가장 신성한 것이라 불리우는 가장 비열한 본능을 파괴하면서 삶의 열락은 최고조의 광란적 흥분에 이른다. 개별적 인간은 실로 누구도 대신 살아줄 수 없는 전대미문의 삶을 사는 것이 맞다. 각자의 삶은 이제 디오니소스적인 삶 앞에서 각자의 삶 속의 이러한 운명을 체험하는 것 이외의 다른 것은 아니다.
과거를 되돌아 보며 떠오르는 온갖 상처와 고통의 맘은 이 사상으로 인해 치유와 감사가 된다, 아아 맘속 고통이란 한갓 허상이요 허상이란 자신이 잡은 것이요 한갓 영원으로의 구제됨 이해됨에 불과하다.
인간은 짧은 이 생을 살지만 그것은 바다가 되어 영원한 파도같은 생이 되어야 한다. 인간이란 고정불변의 목적이 결코 아니고 하나의 과정이며 다음 날의 정오를 위한 다리에 불과하다. 자신의 자아를 아트만이라 신봉하면서 살아가는 삶에는 진정한 삶이 깃들지 않는다. 자신을 넘어서 가는 삶에의 길은 기존 인류가 생각치 못한 이성 밖의 길 벼락같은 체험의 길에 놓여있다. 자신의 자아를 버림으로서 비로소 삶은 평온해지는 가벼움을 가질 수 있는 것이다. 새가 되어 날아 오르려는 자는 두 날개가 있어야 하며 이미 이 사상을 품고서 날개를 길러야 한다. 자라나는 대지의 새싹들은 대지의 풍요에 이 사상의 영원한 풍요에 이미 뿌리를 내리고 있어야 한다. 삶의 무한한 가능성을 지시하고 이 삶이 영원하다고 설하는 이 동일한 것의 영원회귀 사상에 한갓 사멸하는 자신의 생을 깊이 누르고 있어야 한다. 그리하여 한갓 사멸하는 덧없는 자신의 삶이 모든 생처럼 영원하다고 말해야 한다. 영원이라 표현하지 않고 다른 그 무엇으로 자유롭게 표현되어 있어도 생은 영원적일 것이다. 영원은 다른 곳에 있는 것이 아니다, 바로 이 삶에 이 순간에 지금 여기에 있다, 이것은 곧 회귀의 사상이다. 회귀의 사상은 삶의 온갖 개별적 멸절, 고통, 삶의 부정에 있어서도 다시 이 삶으로 되돌아 오는 것을 말한다. 삶의 영원이 가능하려면 이 삶의 순간이 필요하고 이 순간은 그 모든 것들이 필요하게끔 영원한 정오로 결집된다. 죽음에도 불구하고 가장 가혹한 삶의 모습에도 불구하고 다시 삶은 되돌아 온다는 개념은, 삶에 대한 최고의 긍정 형식이다. 이것은 삶의 최종적 승리, 부정과 고통 대신에 긍정과 환희에 대한 인장의 방식이다.
누구나 이러한 삶을 살아갈 수는 없고 또 누구도 이렇게 살려해서도 안 된다. 그러면서 또한 누구나 이렇게 살아야만 하고 삶자체를 이렇게 사랑해야 한다. 기구한 운명은 따로 있는 것이 아니라 자신의 운명에서 벗어나려고 몸부림 치는 것이다. 자신이 가장 똑똑한 삶을 산다고 하지만 그 생각 이외의 이성 밖의 삶은 애초에 자기 운명에는 없는 것이다. 이 사상이 인류에게 엄습하기 전까지 인류는 정신적으로는 최고의 발전을 이루었다고 생각했다. 각 시대 최고의 인간들은 이 사상이 오기 전엔 삶의 무한한 가능성을 한갓 미신적이고 쓰레기 같은 것으로 세상에서 없애버렸다. 인류의 도덕, 가장 신적인 명령은 세상의 가장 비천한 본능이자 기구한 운명과 다를 바가 없다. 이런 인류의 역사에서 지금껏 무시되어온 삶과 그러한 본능의 긍정을 말하는 작업은 무엇보다 중요해진다. 삶이라 아무리 외치고 신주단지 모시듯 빌어보아도 삶은 좋아지지 않는다. 그러한 삶 속에는 세상의 가장 비열한 본능만이 있고 세상은 그러한 것들만 신적으로 모시고 빌어왔기 때문이다.
지금은 사라진 삶의 위대한 본능 전체를 다시 모든 삶에로 되돌려 놓는 작업이 이 사상의 핵심이다. 삶에 가장 허무적인 자의 본능에서 삶을 가장 사랑하는 자의 본능으로 삶은 되돌려져야 한다. 아무리 잊혀지고 사라진다해도 결코 잊혀지지 않고 사라지지 않아야 할 삶의 가치가 있다. 모든 가치의 전도라는 이 작업만으로도 이제 삶은 다시 뒤바뀌게 된다. 이 작업의 핵심은 비극적 지혜이며, 아무것도 아닌 것이라고 흔히들 생각하던 사상이며 이제 모두에게 엄습한 사상이다.
삶은 정해진 길이 없다, 그저 살아가는 이 삶 허상 속의 이 삶이 길이요 떠오르는 위대한 정오의 길이다.

### 위버멘쉬 (Übermensch)
위버멘쉬는 어원적으로 '뛰어넘는(Über) 인간(mensch)'을 뜻한다. 다시 말해 극복하는 인간이며, 극복함으로써 창조하는 인간이다.
새겨두어라 형제들이여. 평가하는 것이야말로 창조하는 것이다. — 《차라투스트라는 이렇게 말했다》

세계가 생겨난 이래로 지금껏, 스스로에 대한 비평을 허용하는 권위는 존재하지 않았다. — 《아침놀 서문》

위버멘쉬는 근대적 가치와 도덕 및 신앙을 뛰어넘는 인간을 의미한다. 왜냐하면 종래의 규범들은 인간에게 해로운 것들이었기 때문이다. 도덕적인 측면에서, 위버멘쉬는 탈아의 도덕을 극복해내는 인간이다. 이를테면 극기복례 혹은 순교자 개념을 극복해내는 인간이며, 그럼으로서 창조해내는 인간이다. 위버멘쉬 개념은 '풍습의 도덕'과 대립될 뿐 아니라, '인간말종(Der letzte Mensch)'과도 대립되는 개념이다. '인간말종(Der letzte Mensch)'이란 현실에 안주하는 인간형 혹은 권력욕에 물든 인간을 가리킨다.
이 원숭이들을 보라. 이들은 권력을 원하며, 무엇보다도 권력의 지렛대인 돈을 원한다. 이들 모두는 높은 권좌를 원한다. 그러나 권좌 위에는 똥이 있는데.— 《차라투스트라는 이렇게 말했다》, '새로운 우상에 대하여'

위버멘쉬는 초월적,신적인 힘을 갖춘 존재를 의미하는 것이 아니다. 종래의 탈아적 가치를 극복하고 새 것을 생성시키는 인간을 의미한다.

### 힘에의 의지 (Wille zur Macht)
니체 철학에서 힘에의 의지란 자기 보존 본능과 대립되는 개념이다. 다시 말해 쇼펜하우어가 주창한 생에의 의지라는 개념과 대립되는 개념. 찰스 다윈이 주장한 생존 경쟁이라는 개념과도 대립된다. 
니체는 '생존하는 것'이 삶의 목적이 될 수 없다고 생각했다.
Was den berühmten Kampf ums Leben“ betrifft, so scheint er mir einstweilen mehr behauptet als bewiesen.

그 유명한 생존경쟁에 대해 말하자면, 그것은 내게 증명이라기보다 주장으로 보인다.— 《우상의 황혼》, 안티 다윈.

Das Genie — in Werk, in Tat — ist notwendig ein Verschwender: dass es sich ausgibt, ist seine Grösse… Der Instinkt der Selbsterhaltung ist gleichsam ausgehängt; der übergewaltige Druck der ausströmenden Kräfte verbietet ihm jede solche Obhut und Vorsicht.
천재는 – 작업이나 업적에서 – 필연적으로 낭비하는 자이다 ; 전력을 다한다는 것. 이것이 그의 위대함이다......
말하자면 자기 보존 본능이 풀어져 있다; 발산되는 힘의 압도적인 압력이 그에게 그러한 보호와 신중함을 금한다.— 《우상의 황혼》, 나의 천재 개념

### 도덕비평
선과 악에 대해 고찰하는 것은 항상 너무나 위험한 일이었다.
양심, 좋은 평판, 지옥, 경우에 따라서는 경찰 역시 솔직함을 허용하지 않았고 지금도 허용하지 않고 있다. (중략)
세계가 생겨난 이래, 자신을 비판의 대상으로 만드는 권위는 지금껏 존재하지 않았다.
그런데 더구나 도덕을 비판한다는 것, 도덕을 문제로 삼고 의문시한다는 것은 비도덕적인 일이 아니었을까?— 《아침놀》, 서문 3번글.

니체 철학에서 도덕의 종류는 다음과 같다.
- 잘 알려진 것은 '노예도덕'과 '주인도덕'의 분류이다.
- 비교적 덜 알려진 명명법들: 풍습의 도덕, 탈아의 도덕, 자기희생의 도덕, 연민의 도덕[28]
- 니체의 도덕비평은 '사회학적/정치학적' 측면보다는 주로 심리학적/가치론적 측면에서 진행된다.

니체는 《도덕의 계보》에서 도덕적 개념의 족보를 다루며, 도덕과 그 부대개념들이 역사 안에서 어떻게 형성되어 온 것인지를 기술한다.
- 주인도덕은 자기긍정에서 비롯된 가치평가를 반영한다.[29]
- 노예도덕은 억압받는 인간의 원념(怨念)에서 발원한다. 즉 노예도덕은 원한도덕이다.

주인도덕은 좋음과 나쁨을 가려 물으며 이를 가치평가의 잣대로 삼는다. 노예도덕은 형이상학적 의미의 선과 악을 가치평가의 기준으로 상정한다. 다시 말해, 주인도덕은 개인의 호오(好惡)를 기준으로 하고, 노예도덕은 사회적 선악(善惡)을 기준으로 한다. 주인에게 '좋음'이란, 자신과 타자를 고양시키는 것이다. 주인에게 '나쁨'이란, 나약하게 만드는 것이다.
노예도덕은 주인도덕과 대립된다. 주인은 자신을 기준으로 '선'을 상정하지만, 노예는 먼저 '악'을 떠올린다. 노예도덕에서는 '주인에게 복수하지 못하는 무력감'이, '자발적 용서'로 둔갑한다. 노예도덕에서는 노예가 느끼는 무력감이 미덕으로 위장한다. 주인의 미덕이 약자의 눈에는 악덕으로 비쳐진다.
도덕에 대한 니체의 입장을 알기 위해서는, 《도덕의 계보》 이외에도 니체가 쓴 《아침놀》이나 플라톤이 쓴 《고르기아스》를 읽어보면 도움이 된다. 《아침놀》에서 니체는 '관습의 도덕'이라는 개념을 거론하며 이를 비판한다. 《고르기아스》를 읽다보면 중간 즈음부터 칼리클레스가 등장하여 자연과 규범에 대해 이야기한다. 이 책에서 칼리클레스는 '규범'이 약자 패거리의 발명품이라고 주장하며, 규범이란 소수에 불과한 강자를 억압하는 도구로 작용한다고 말한다. 니체의 입장은 칼리클레스의 그것과 크게 다르지 않아보인다.
니체 윤리학에서 지칭하는 '주인' 혹은 '강자'라는 개념은 자본을 기반으로 하는 계급과는 아무런 관련이 없다. 오히려 그는 상인계급을 비판하며 다음과 같이 기록했다.
Seht mir doch diese Überflüssigen! Reichtümer erwerben sie und werden ärmer damit. Macht wollen sie und zuerst das Brecheisen der Macht, viel Geld – diese Unvermögenden!"

이 잉여인간들을 봐라! 그들은 재산을 원하지만 그럴수록 더욱 가난해지고 있다. 그들은 권력을 원하며 무엇보다도 권력의 지렛대인 돈을 원한다. 이 무능력한 자들은.— 《차라투스트라는 이렇게 말했다》

## 미학 이론

### 비극의 탄생
니체 미학의 고대적 발판. 음악 정신에서 태어난 비극의 탄생의 결정적 새로움은 한 편으로는 그리스 인들에게서 발견되는 "디오니소스적 현상"에 대한 이해이고, 다른 한 편으로는 "소크라테스주의"에 대한 새로운 접근이었다. 이 책에서 무엇보다도 "디오니소스적인 것"을 통한 "비극의 탄생"과 "소크라테스적인 것"을 통한 "비극의 죽음"에 니체의 마음이 쏠렸다. 니체에게 소크라테스는 기독교 종교의 예비자를 구현하고 있었으며, 그에 반해서 디오니소스는 "반(反)그리스도"이고 "예술가 신"이다. 니체는 비극의 탄생에서 "선악을 넘어선" 염세주의와 비도덕적인 디오니소스 신의 "예술-종교"를 통해서, 간단하게 말해서 현존재가 예술적 현상으로서만 정당화되어서 나타나는 "예술가-형이상학"을 통해서 소크라테스에 의해서 구현된 현존재에 대한 도덕적 해석에 반대했다. 소크라테스는 아폴로적 명징성과 유쾌함, "지식의 빛"과 자아 인식의 인간적 구현이다. 그에 반해서 디오니소스는 "바쿠스적 소동과 춤"의 "어두운 심연", "사랑의 도취에서 생긴 자아망각"을 대표한다. 아폴로적인 것과 디오니소스적인 것은 니체 미학의 두 가지 근본적 범주이다. 헤라클레이토스적 의미에서 조화롭게 대립된 두 예술 충동의 "접합"의 결과물이 니체에게는 단지 아테네 비극의 탄생만이 아니라, 예술 전체의 탄생이다. 첫 작품에서도 비극적-디오니소스적 상태인 "미학적 상태"의 특징과 아폴로적인 것이 지닌 소크라테스주의와의 친근성은 이미 후기 니체의 저서에서 점점 강하게 드러나는 아폴로적인 것에 대한 디오니소스적인 것의 우세를 인식하도록 만든다. 그 점과 연관된 디오니소스적 특성이 니체 미학이 지닌 독특한 새로움이다. 그것은 대립된 개념이고, 그것을 통해서 초기 니체는 반 고전주의적 미학의 전령이 되고 후기 니체는 영원 회귀의 반(反)기독교적 예술-종교의 선생님이 된다.
니체에게는 예술 신의 전형이 된 "아폴로적 디오니소스"는 디오니소스 자그레우스이다. 그의 정신으로부터 비극이 탄생했다. 그는 비극의 탄생 속에서만이 아니라 비극적 후기 철학의 핵심 인물이다. 거인족에 의해서 갈가리 찢긴 디오니소스가 아폴로에 의해서 다시 맞추어지는 이야기가 들어있는 오르페우스교의 자그레우스 신화는 니체에게는 비극의 신비적 가르침이다. 그는 비극적 신화 그 자체이다. 이런 토양 속에서만 니체의 미래 미학이 성장하고, 젊은 니체의 예술가-형이상학이 자라난 것은 아니다. 신들의 황혼을 쓰는 후기 니체, 디오니소스의 최후의 제자도 결국 이 토대 위에 다시 서게 된다.
니체는 클레멘스 알렉산드리아누스, 크로이처와 라살을 통해서 오르페우스교 자그레우스 신화를 알게 된다. 그리고 이것은 "아폴로적-디오니소스적"이라는 유명한 대립 쌍이 결코 니체가 만들어낸 말이 아니라는 것을 입증한다. 니체는 크로이처, 라살, 미슐레 그리고 포이어바흐 등등의 생각을 자기 것으로 소화하고 발전시킴으로써 자신의 독자적 미학 이론을 만들어냈다. 음악의 디오니소스적 정신에서 태어난 "비극의 탄생"이라는 환영 속에서 결정적인 것은 예술가, 예술 수용자 그리고 예술 작품의 분리를 해체하는 것이다. 자연과 "인간이 화해한 축제를 기리는" 그리스 디오니소스 축제의 모습 속에는 생산자와 소비자 혹은 생산자와 생산품의 분리가 들어설 자리가 더 이상 존재하지 않는다. 그리스 음악극의 탄생 시기에 대한 중요한 근본 경험으로부터 예술의 현재와 미래를 바라보면서 니체는 하나의 발전을 미리 보게 된다. 그러한 발전은 전래의 "예술 작품의 예술", 즉 개인적 예술가들의 예술 작품으로부터 바그너가 생각한 의미에서의 "종합예술"인 "축제극"으로 사람들을 이끌고, 바그너에 대해서 점점 거리감을 갖게 되는 것과 동시에 최종적 단계에서 세상을 보편적 예술 작품으로 보는 미학적 관찰로 이끈다. 바이로이트의 "축제극"에서 진정한 종합 예술작품인 "세계극"이 생겨난다. 더 이상 예술 작품은 하나의 세계가 아니다, 오히려 세계가 하나의 예술 작품으로 관찰된다. "모든 것이 유희다", "모든 것이 예술이다". "정오", 아폴로적 디오니소스가 현현하는 순간에는 모든 것이 아름답고 선한 것으로 드러난다. 완벽하게 되고 미학적으로 정당화된 세계는 스스로를 잉태하는 예술작품으로 나타난다.

### 예술로서의 힘의지
사람들이 "힘의지"라는 마술적 공식을 해석하고 평가하기 위해서 애를 쓴지도 이미 100년이 훨씬 더 지났다. 1901년 부분적으로는 어제도 규범적인, 세기적인 니체 유고의 편집 본이 권력 의지라는 제목으로 출간되었다. 사람들은 이 책을 오랫동안 니체의 주요 저작으로 잘못 간주했다. 오래전에 표어가 되어버린 그리고 정치적으로 잘못 해석된 권력(쟁취) 의지 이론은 실제로는 결코 실행되지 못했던 니체의 계획을 표시한다. 그 계획은 니체의 미학 이론에도 결정적으로 중요하다.
쇼펜하우어와는 대조적으로 니체는 자유 의지를 "파국적인 철학자들의 고안물"로 비판하고 여러 번 "어떤 의지도 존재하지 않는다."고 되풀이해서 말한다. 다른 한 편으로 그는 권력 의지를 "세상의 정수", "존재의 가장 내밀한 본질"로 고찰한다. 그것은 권력 의지가 욕구가 없는 의지, 즉 원하는 자아가 없는 의지일 경우에만 서로 일치한다. 니체는 권력 의지라는 생각으로 분명 "나는 원한다."라는 문장에서 스스로를 표현하는 것처럼 (힘이 넘치는 위버멘쉬)의 개인적 의지라는 생각을 뛰어넘는다. 이것은 특별히 차라투스트라의 첫 연설("세 가지 변신에 대해서")에서 분명해진다. 정신이 낙타가 되고 난 다음에, "너는 해야만 한다."는 명령이 낙타에게 내려진다. 정신이 사자가 되었을 때, 사자의 정신은 말한다. "나는 원한다."고. 하지만 궁극적으로 정신은 아이가 되어야만 한다. 이것이 정신의 세 번째이고 가장 심오한 변화이다, 그 변화 속에서 기독교적 도덕 "너는 해야만 한다."는 말 뿐만 아니라, 영웅적인 "나는 원한다."는 말도 아이의 순진함, 창조의 유희 속에서 "자기긍정"을 얻기 위해서 극복되어야만 한다. 위버멘쉬는 "금발의 야수"가 아니라, 사자의 정신과 "나는 원한다."는 것을 극복하는 인간이다, 그의 정신은 아이가 된다. 3번째 정신의 변화 후에 생기는 욕구 없는 의지를 지니고, 자아를 잊어버린 주체의 고대적 모범은 헤라클레이토스 단편 B52에 나오는 유희하는 아이다. 이 단편에서 삶의 유희 혹은 세계-시간, 즉 아이온Aion은 유희하는 아이로 묘사된다. 그리고 헤라클레이토스의 유희하는 아이는 신의 세 번째 변화 후에 생기는 니체의 유희하는 아이의 선행 인물이다. 즉 그 아이는 위버멘쉬의 선행 인물인 것이다. 이 단편과 니체가 자신의 생각 속에 재해석한 것은 접합점으로 드러나고, 그 속에서 비극의 탄생을 쓴 초기 니체로부터 차라투스트라를 쓴 후기 니체로 이끌고 영원 회귀와 권력 의지라는 두 개의 어려운 생각을 결합시키는 것을 허용하는 여러 개의 결합선이 모여 있다. 니체가 헤라클레이토스를 해석한 것 속에 나타나는 세계-시간의 “위대한 년도”인 아이온은 영원 회귀가 신적 형상으로 나타난 것이다. 세계-아이인 아이온이 벌이는 세계-놀이가 지닌 이름이 권력 의지이다. 아이온의 목적 없는 유희 속에서는 욕구 없는 의지가 지배하며, 아이온은 권력 의지의 신적 의인화이다. 권력 의지와 영원 회귀는 동일한 아이온의 서로 다른 두 얼굴이다. 한 편으로는 아폴로적 디오니소스 그리고 다른 한 편으로는 제우스의 특징들을 지니고 있는 아이온이 니체의 비극적 후기 철학에서 예술로서의 영원 회귀와 권력 의지의 예술가-형이상학을 주관하는 신으로 합쳐진다.

### 미학사적 문맥
미학 이론에서 차지하는 중요성에도 불구하고 지금까지 거의 주목을 받지 못했던 사실, 니체가 고전 문헌 학자였다는 사실은 고대의 밑바닥에서부터 그가 신랄하게 비판한 현대의 꼭대기로 곧장 도약을 하게 된 한 가지 원인일 수도 있다. 이 같은 도약은 특히 니체의 미학적 성찰을 두드러지게 만들었다. 니체의 말을 따르면 우리는 그리스인들로부터 먼저 우리가 직접 경험할 수 있는 것이 무엇인지를 배울 수 있다. 비극의 탄생에서 그는 모든 예술이 내적으로 그리스인들에게 의존되어 있는 상태를 강조한다. 그는 예술과 관련된 분야에서만 그런 것이 아니라 그리스인들을 "우리 문하의 최고의 스승"으로 칭찬한다. 기독교 신은 죽었고 그와 함께 형이상학도 죽었다. 그러므로 사람들은 형이상학 이전의 시대에서, 즉 비극적 그리스인들의 시대에 있던 소크라테스 이전 철학으로 되돌아가야만 한다. 니체의 철학적 고생물학은 고대 토양의 점진적 재획득, 무엇보다도 소크라테스 이전 철학자들의 산재된 사유들을 발굴하는 것을 목표로 삼았다. 니체는 소크라테스 이전 철학에서 그보다 앞서 살았던 헤겔처럼 단순하게 임시적인 것을 본 것이 아니라, 니체보다 나중에 살았던 하이데거처럼 모범적인 것을 보았다. 니체의 퇴행은 다름 아니라 진보이다. 니체는 플라톤 이전-형이상학 이전의 철학으로 자신이 되돌아간 것을 미래 미학으로 도약을 하기 위한 도움닫기로 이해를 한다("미래의 시간은 나의 것이 될 것이다"). 그는 비극 책이 쓰이던 시기에 미래의 미학이 바그너의 작품 속에서 미리 구현된 것으로 보았다. 그와 반대로 그는 나중에 자신이 꿈꾸었던 비극의 탄생을 바그너 음악 정신에서 태어난 사산(死産)으로 인식을 해야만 했다.
소크라테스 이전 철학자들의 신전을 발굴한 것과 헤라클레이토스의 비극적 철학의 재생을 위한 니체의 의지는 포스트모더니즘 미학 이론의 서곡으로 간주될 수 있다. 특별히 초기 형이상학 시기의 헤라클레이토스의 통찰력에 기반을 두고 있는 미학적 "세계-유희"로서의 "삶의 유희", 대립되는 것의 조화와 추한 것 속에도 존재하는 미의 편재성에 대해서 느낀 경험을 통해서 니체는 후기형이상학적 포스트모더니즘의 위대한 선조가 되었다. 그것으로써 니체가 동시적으로 보여주는 소크라테스 이전과 이후의 특징Nachvorsokratismus은 동시에 존재하는 모더니즘 이전과 이후의 특징Vorpostmodernismus이기도 하다.

## 평가
생전에는 학계로부터 철저히 무시당했다. 종교계와 도덕주의자들로부터 혹독한 비판을 받았으며 사회를 타락시킨다는 악의성 비방과 음해에 시달렸으나, 사후 유럽의 철학과 문학에 지대한 영향을 미쳤다. 현재에는 19세기 최고의 철학자 가운데 한 명으로 간주된다.
니체의 사상은 그 전복적 성향으로 인해 자주 오해되고 비판받았다. 이런 니체의 성향은 온갖 권위에 불복했던 쇼펜하우어의 영향을 받아서 형성된 것이라 할 수 있다. 니체에 대한 평은 극으로 갈릴 때가 많다. 그에 대한 평가는 종교인들에게서는 혹평으로, 포스트 모던 철학자들에게서는 호평으로 나타나는 편이다. 하지만 확실한 것은 그가 현대 철학사(특히 포스트모더니즘)에 끼친 영향이 절대적이었다는 것이다. 니체는 프로이트나 마르크스 등과 함께 근대철학을 전복시킨 사상가 가운데 한 명이다.
니체는 나치즘과 반유대주의, 인종주의의 시초라고 평가받는다. 그러나 이는 나치정권과 니체의 여동생이 공동으로 니체의 사상을 왜곡한 결과 확산된 인식에 불과하다는 반박이 있다. 니체의 여동생 엘리자베스가 니체의 저서를 짜집기해서 나치정권에 유리하게 아부한 것이다. 이 때문에 후일 연구자들의 노고로 '비평판 니체 전집'이 출간되었다. 엘리자베스는 흩어졌던 그의 저서들을 모아 일종의 보관소까지 열었으며, 미쳐 있던 니체에게 흰 사제복을 입혀 전시하기도 했다. 게다가 엘리자베스는 히틀러에게 '니체의 위버멘쉬란 당신을 염두에 둔 것'이라는 말도 서슴지 않았다.
그러나 나치가 악용한 니체의 저서는 단지 『권력에의 의지』뿐이 아니었음을 유념할 필요가 있다. 이미 당시 니체가 정식 출간한 문헌은 독일에서 쉽게 구해볼 수 있었고, 대다수 연구자들은 이 정식 출간 저서들 역시 나치에 의해 여러 번 활용되었다고 지적하고 있다. M. Whyte가 지적하는 바와 같이, 니체 사상을 나치의 틀에 맞게 활용하는 데서 가장 주도적인 역할을 했다는 바움러(Baeumler)만 하더라도, 니체의 여러 공식 저술과 『권력에의 의지』에 포함되지 않았던 수많은 유고까지를 자기 해석의 근거로 삼았다. 즉, 『권력에의 의지』가 니체 사상 악용의 유일한 원천이라는 말은 어폐가 있다는 것이다. 예를 들어, 민주주의와 사회적 약자에 대한 조롱, 멸시는 그가 정식 출간한 『선악의 저편』, 『우상의 황혼』 및 수많은 고증판 유고에 적나라하게 적혀 있다. 이러한 구절은 현대 니체 연구자들도 감히 실드를 못 치는 영역이기도 하다.(...) 니체 연구자들 사이에서는, 1980년대까지의 서양권(특히 미국)에서 니체 철학이 『권력에의 의지』는 물론이고, 그의 정식 출간 저서들이 우생학적 시도를 정당화하는 이데올로기로 활용되었음이 중론이다. 그나마 니체가 이와 다른 방향으로 조명된 것은 1990년대 말의 일이며, 이조차도 여러 논쟁을 낳고 있다.

## 수용
니체 본인은 자신의 저서에 대한 반응을 갈망했지만 허사였다. 그가 정신을 잃기 몇 년 전에서야 그의 사상이 수용되기 시작했다. '시인이자 철학자'인 니체는 철학이 이론에 그치지 않고 삶에 기여해야 한다고 생각했다. 철학과 문체 그리고 삶의 양식을 통해서, 니체는 하이데거와 야스퍼스, 샤르트르 그리고 카뮈 같은 작가들, 프로이트와 융과 같은 심리학자, 슈펭글러와 슈타이너와 같은 비밀스런 종교의 스승, 벤, 게오르게, 지드, 헤세, 호프만슈탈, 말로, 하인리히 만과 토마스 만, 모르겐슈타인, 무질, 오닐, 릴케, 쇼, 예이츠 등등의 시인들에게 영향을 끼쳤다.
20세기-예를 들면 조형 예술에서 "발견한 대상"(뒤샹)의 경우에 드러나는 "작품의 부재"와 같은 현상으로 특징지어지는-가 시작되기 직전에 니체는 현재의 대부분의 미학 이론보다 20세기 예술 정신을 생각으로 포착하고 드러내는 것에 더 많은 기여를 했다. 쉽게 오해할 수 있는 “위버멘쉬”와 “힘에의 의지”라는 핵심 개념과 도발적인 문장 때문에 보이믈러의 해석에 나타나는 것처럼 최초의 나치로 쉽게 오해받았던 니체가 특별히 동구권에서는 오랫동안 파시즘의 예비자와 "파시즘 미학의 선구자"로 오해되고 왜곡되고 모함을 당한 이후에, 그는 현재 그 곳에서, 특히 구동독 지역에서 점점 인기를 얻고 있다. 니체의 전 저작을 비판적으로 검토하고 편집한 콜리와 몬티나리의 대단한 작업은 오래전부터 이탈리아에서 시작되어 현 시대에도 지속되는 지적 반향의 표시이다. "세계의 유희에 대한 미학적 기본 지각"을 지닌 니체의 포스트모더니즘 이전의 "예술가-형이상학"의 수용은 프랑스에서는 오늘날까지 중단되지 않은 채 유지되고 있다. 발터 카우프만의 니체 연구 이후로 미국에서도 니체에 대한 연구는 강화되었다. 니체와 하이데거는 더불어 동아시아에 많이 알려졌다

## 저작

### 문헌학
- 《테오그니스 선집의 역사》, 1867.
- 《디오게네스 라에르티오스 원본에 대하여》, 1868~1869.
- 《호메로스와 고전 문헌학》, 1869.
- 《Analecta Laertiana》, 1870.
- 《Der florentinische Tractat über Homer und Hesiod》, 1870.
- 《그리스 음악극》, 1870.

### 철학
- 《플라톤의 대화 연구 입문》
- 《그리스 비극 시대의 철학》1870
- 《비도덕적 의미의 진리와 거짓》
- 《소크라테스와 비극》, 1870
- 《비극의 탄생》, 1872.
- 《반시대적 고찰》, 1873
- 《인간적인, 너무나 인간적인》, 1878
- 《아침놀》, 1881
- 《즐거운 학문》, 1882
- 《차라투스트라는 이렇게 말했다》, 1883~1885
- 《선악의 저편》, 1886
- 《도덕의 계보학》, 1887
- 《바그너의 경우》, 《우상의 황혼》, 《안티크리스트》, 《이 사람을 보라》, 《디오니소스 송가》, 《니체 대 바그너》

### 니체 저작의 판본

#### 니체가 쓰러진 뒤
1889년 1월 이탈리아 토리노의 길거리를 산책하던 중 갑작스럽게 쓰러졌다. 이후 간헐적으로 제정신을 회복했다는 말이 있지만, 사실상 죽기 전까지 정신적 능력을 완전히 상실했다. 니체(Friedrich Wilhelm Nietzsche)는 1888년 ~ 1889년 해가 바뀔 무렵 정신적 암흑에 빠졌다. 그의 저작들은 정본이라 할 만한 형식을 갖추지 못한 상태였다. 부분적으로 예전 저작들은 여러 출판사에서 여러 판본으로 나와 있었으나, 두 저작은 — 니체가 잘못된 곳들을 지적한 가운데 — 인쇄작업이 진행 중이었고, 아울러 인쇄되지 않은 자료들이 다양한 마무리 수준 상태로 존재했다. 이 인쇄되지 않은 자료는 프란츠 오버베크(Franz Overbeck)가 하인리히 쾨젤리츠(Heinrich Köselitz)(페터 가스트(Peter Gast))와 협의하여 처음으로 수집했다. 이들은 또한 니체의 최종 출판업자인 콘스탄틴 게오르크 나우만(Constantin Georg Naumann)과 함께 계속적인 출판작업을 두고 논의했다. 그리고 1890년 말에 처음으로 파라과이에서 귀향한 니체의 누이 엘리자베트 푀르스터-니체(Elisabeth Förster-Nietzsche)가 가족을 대표하여 논의에 참견했다. 그간에 니체 저술의 판매고가 올랐다는 사실을 간과해서는 안되겠다. 1892년 초에 처음으로 전집판에 대한 합의에 도달했다. 이 전집판은 나우만 출판사에서 간행되었으며, 쾨젤리츠가 이를 담당했다.

### 니체 왜곡과 사후
니체는 전체주의, 도덕주의, 국가주의, 종교, 실체론, 자본주의, 공산주의, 사회주의, 무정부주의 등을 비판하였다. 그러나 니체는 사후 게오르크 헤겔과 함께 파시즘의 상징적 존재로 왜곡되고 악용되었다. 니체의 이름이 아돌프 히틀러 및 파시즘과 연결된 것은 그의 사후 그의 누이 엘리자베드 때문이었다. 엘리자베드는 광적인 국가주의자이며 반유대주의자였던 베른하르트 푀르스터와 결혼하였다. 그러나 1889년 푀르스터가 자살한 뒤 엘리자베드는 니체를 푀르스터의 이미지로 개조하려 했다. 이무렵의 니체는 정신이 붕괴된 상태였기에 여동생의 멍청한 짓거리에 대처할 수 없었다. 엘리자베드는 니체의 작품들을 무자비하게 통제하고 파괴하려 하였다. 그러다가 히틀러가 니체의 저작에 관심을 보이고, 시중에서 니체의 사상이 유행하게 되자 탐욕에 사로잡혔던 그의 누이는 니체의 버려진 글들을 짜집기해서 〈힘에의 의지 Der Wille zur Macht〉(1901) 등을 출간했다. 엘리자베드는 히틀러의 열렬한 지지자이기도 했는데, 히틀러의 니체 추종 보다는 히틀러에 대한 그녀의 열렬한 지지 때문에 대중은 니체를 히틀러와 연결짓게 되었다.

#### 1930년 저작권 보호기간의 만료
1930년, 니체의 저작권 보호기간이 만료되었다.

## 작곡
니체는 전문적인 음악 교육을 받았다고 생각되지 않지만, 13세 무렵부터 20세 무렵에 걸쳐 가곡과 피아노곡을 작곡했다. 그 후 작곡하는 일은 없게 되었지만, 바그너와의 만남을 통해 자극을 받고, 바젤 시절에 몇 개의 곡을 남겼다. 작풍은 전기 낭만파적으로, 슈베르트나 슈만을 연상케 한다. 그가 후에 전혀 작곡을 하지 않게 된 것은 본업으로 바쁘게 보냈다고 하는 이유 외에, 자신의 작품인 《만프레드 명상곡》을 한스 폰 뷜로에게 혹평 받은 것이 이유였다고 생각할 수 있다.
현재에 이르기까지 니체가 작곡가로서 인식되는 일은 전무하지만, 저명한 철학자가 작곡한 작품이라는 이유로 일부 연주가가 녹음하게 되었고, 서서히 그의 '작곡도 하는 철학자'로서의 측면이 밝혀지고 있다. 그의 작품은 모두 가곡이나 피아노곡이지만, 2인 연탄곡 작품 중에는 《맨프레드 명상곡(Manfred-Meditation)》 교향시 《에르마나리히(Ermanarich)》 등, 오케스트라를 염두에 두고 쓰여졌을 것이라 여겨지는 작품도 있다. 또, 오페라의 스케치를 남기고 있는데, 2007년에 지크프리트 마트스가 그의 스케치를 골자로 한 오페라 《코지마(Cosima)》를 작곡했다.

Wie wenig gehört zum Glücke! Der Ton eines Dudelsacks.
— Ohne Musik wäre das Leben ein Irrtum. Der Deutsche denkt sich selbst Gott liedersingend.
행복을 위해 거창한 것이 필요하지는 않다! 백파이프 연주소리.
- 음악이 없는 삶이란 잘못된 것이다. 독일인들은 신조차도 노래를 흥얼거린다고 상상했다.
— 《우상의 황혼》

## 프리드리히 니체의 명언
- 너는 안이하게 살고자 하는가? 그렇다면 항상 군중 속에 머물러 있으라. 그리고 군중 속에 섞여 너 자신을 잃어버려라.
- 나를 죽이지 않는 것은 나를 강하게 만든다.[49]
- 옛사람들이 신을 위해서 행했던 것을 요즘 사람들은 돈을 위해서 행한다.
- 실제의 세상은 상상의 세상보다 훨씬 작다.
- 애초에 얻고 싶은 바가 명확하지 않았던 자들에게는 잃을 것도 명확하지 않다.
- 내게 있어서 무신론이란 증명이 불필요한 즉각적인 사실이다.
- 고통을 통해 정신이 성장하고 새 힘을 얻게 된다.
- 신은 죽었다. 신은 죽어있다. 우리가 신을 죽여버렸다.[50]
- 한낱 빛이 어둠의 깊이를 어찌 알겠는가.
- 자기 자신을 사랑하고 존경하라.
- 인생의 목적이 있는 사람은 거의 모든 역경을 감당할 수 있다.

## 같이 보기
- 자라투스트라
- 자라투스트라는 이렇게 말했다
- 무신론
- 파시즘
- 나치
- 권력에의 의지
- 에르네스트 르낭
- 게오르크 헤겔
- 지그문트 프로이트
- 칼 융
- 반기독교주의
- 쇠렌 키르케고르
- 쇠렌 키르케고르와 프리드리히 니체
- 생태주의
- 인간적인, 너무나 인간적인
- 허무주의
- 냉소주의
- 무신론
- 실존 철학
- 쇼펜하우어
- 귀스타브 르 봉
- 신은 죽었다
- 영원 회귀

## 관련 서적
- 들어라 위대한 인간의 조용한 외침을 (청하, 1982)
- 안티 크리스트 (이너북, 2005)
- 어떻게 살 것인가 (해누리기획, 2005)
- Friedrich Nietzsche - Selected Writings (Essential Thinkers) (Collector's Library, 2005)
- 니체의 숲으로 가다:니체의 사랑과 고뇌, 그리고 인간과 삶에 대한 열정! (지훈, 2004)
- 신은 죽었다 (휘닉스, 2004)
- 차라투스트라는 이렇게 말했다 (장희창 역, 민음사, 2004)
- 언어의 기원에 관하여 외 (책세상, 2003)
- 어느 쓸쓸한 날의 선택 자살 (북스토리, 2003)
- 니체의 고독한 방황 (범우사, 2002)
- 선악의 저편·도덕의 계보 (책세상, 2002)
- 디오니소스 찬가 (민음사, 2000)
- 차라투스트라는 이렇게 말했다 (책세상, 2000)
- 유고:1887년 가을∼1888년 3월) (책세상, 2000)
- 선악의 피안 (민성사, 2000)
- 니체 최후의 고백 (작가정신, 1999)
- 인간적인 너무나 인간적인 (청하출판사, 1999)
- 비극적 사유의 탄생 (문예출판사, 1997)
- 비극의 탄생 (홍신문화사, 1996)
- 비극의 탄생 (범우사, 1995)
- 우상의 황혼 반 그리스도 (청하출판사, 1984)
- 서광 (청하, 1983)
- 도덕의 계보, 이 사람을 보라 (청하출판사, 1982)
- 선악을 넘어서 (청하, 1982)

### 한국어로 된 참고 문헌
- 고병권.《니체의 위험한 책,차라투스트라는 이렇게 말했다》. 그린비, 2003.
- 백승영.《니체 "우상의 황혼"》. 서울(서울대학교철학연구소), 2006.
- 카를 뢰비트.《헤겔에서 니체로. 마르크스와 키아케고어. 19세기 사상의 혁명적 결렬》. 민음사, 2006.
- 정동호 외 지음. 《오늘 우리는 왜 니체를 읽는가》. 책세상, 2006.
- 김정현. 《니체, 생명과 치유의 철학》. 책세상, 2006.
- K. 야스퍼스. 《니체와 기독교》. 철학과현실사, 2006.
- 백승영. 《니체, 디오니소스적 긍정의 철학》. 책세상, 2005.
- 뤼디거 사프란스키. 《니체, 인생을 말하다》. 현실과과학, 2004.
- 신경원. 《니체, 데리다, 이리가레의 여성》. 소나무, 2004.
- 에른스트 벨러. 《데리다-니체, 니체-데리다》. 책세상, 2004.
- 박찬국. 《해체와 창조의 철학자, 니체》. 동녘, 2001.
- 김정현. 《니체의 몸 철학》. 문학과현실사, 2000.
- 게르하르트 슈베펜호이저. 《니체의 도덕 철학》. 울산대학교출판부, 1999.
- 질 들뢰즈. 《니체와 철학》. 민음사, 1998.
- 앨런 D. 슈리프트. 《니체와 해석의 문제》. 푸른숲, 1997.
- 이진우. 《신족과 거인족의 투쟁》. 한길사, 2008.
- 피에르 클로소프스키. 《니체와 악순환》. 그린비, 2009.
- 고명섭. 《니체 극장》. 2012, 김영사
- 뤼디거 자프란스키. 《니체; 그의 생애와 사상의 전기》. 문예출판사, 2003.
- 김진석.《 니체가 뒤흔든 철학 100년》. 민음사, 2000.
- 차하순·정동호 공저.《부르크하르트와 니이체》. 서강대학교 출판부, 1986.
- 박찬국.《니체와 불교》. 씨아이알, 2013.
- 마르틴 하이데거. 《니체와 니힐리즘》. 지성의 샘, 1996.
- 마르틴 하이데거. 《니체1》. 길, 2010.
- 마르틴 하이데거. 《니체2》. 길, 2012.
- 마르틴 하이데거. 《니체 철학강의 1》. 이성과현실, 1991.
- 질 들뢰즈. 《니체와 철학》. 민음사, 2001.
- 키스 안셀 피어슨. 《how to read 니체》. 웅진지식하우스, 2007.

## 참고 문헌
- 니체 『도덕의 계보』 / 백승영 pdf
- 니체 『우상의 황혼』 / 백승영 pdf
- 니체 『유고(1885년 가을~1887년 가을)』 『유고(1887년 가을~1888년 3월)』 『유고(1888년 초~1889년 1월 초)』 / 백승영 pdf
- 니체 『차라투스트라는 이렇게 말했다』 / 백승영 pdf
- 아침놀 (책세상, 2004)